# Hervé Bonet
Pas d'image ? Cliquez ici

a Compétitions nationales et continentales officielles uniquement.

b Matchs officiels uniquement.
Hervé Bonet, né le 24 mars 1953 à Montfavet (Vaucluse), est un joueur international français de rugby à XIII dans les années 1970 et 1980. Il occupe au cours de sa carrière le poste de talonneur ou de deuxième ligne.
Il joue en rugby à XIII au sein du S.O. Avignon prenant part au Championnat de France. Il remporte avec celui-ci la Coupe de France en 1982 face à l'A.S. Carcassonne. Ses qualités sont remarquées par les sélectionneurs de l'équipe de France puisqu'il dispute quatre rencontres sous le maillot tricolore prenant part à la Coupe du monde en 1977, et remporte notamment la Coupe d'Europe en 1977.

## Palmarès
- Collectif : 
  - Vainqueur de la Coupe d'Europe : 1977 (France).
  - Vainqueur de la Coupe de France : 1982 (Avignon).

### Coupe du monde
| Édition        | Rang      | Résultats France | Résultats Bonet | Matchs Bonet |
| -------------- | --------- | ---------------- | --------------- | ------------ |
| Australie 1977 | Quatrième | 0 v, 0 n, 3 d    | 0 v, 0 n, 1 d   | 1/3          |

Légende : v = victoire ; n = match nul ; d = défaite.

### Détails en sélection
| 1. | 20 février 1977 | Pays de Galles        | 13-2  | Coupe d'Europe | Talonnneur | - | - | - | - |
| 2. | 20 mars 1977    | Angleterre            | 28-15 | Coupe d'Europe | Talonneur  | 3 | 1 | - | - |
| 3. | 29 mai 1977     | Papouasie-Nlle-Guinée | 6-37  | Test-match     | Remplaçant | - | - | - | - |
| 4. | 5 juin 1977     | Angleterre            | 4-23  | Coupe du monde | Talonneur  | - | - | - | - |